# Новосёлки (Село Попелёво)
Новосёлки — деревня в Козельском районе Калужской области. Входит в состав сельского поселения «Село Попелёво».

## Географическое положение
Деревня расположена на расстоянии примерно 2 км к северо-востоку от села Попелёво, административного центра сельского поселения.

## Население
| 2002 | 2010 |
| ---- | ---- |
| 17   | ↗18  |

## Известные уроженцы
- Алёшин, Андрей Васильевич (1905—1974) — советский военнослужащий, старший сержант. Полный кавалер ордена Славы, Герой Советского Союза[3].